# Гуща (Луцьк)
Гу́ща — північно-східний житловий район Луцька. Межує з Вишковом і Завокзальним житловим масивом.
Житлова частина Гущі розташована на місці колишнього однойменного села, яке було центром сільської ради Ківерцівського району, а 1959 року було приєднане Луцька. У 70—80-х роках XX століття тут було побудовано декілька великих промислових підприємств — картонно-руберойдовий завод, шовковий комбінат, завод синтетичних шкір та ін.